# Garaaca
Garaaca is een gehucht in het District Lughaye, regio (Gobolka) Awdal, in Somaliland, Somalië.
Garaaca bestaat uit niet veel meer dan wat schamele hutten met mogelijk een kleine moskee. Het ligt midden in een vlakte genaamd Bannaanka Labadhagedlee die een onderdeel is van de Guban, een uitgestrekt en vlak woestijngebied dat zich uitstrekt langs de kust van Somaliland van Berbera tot aan de grens met Djibouti. Garaaca ligt ca. 6,5 km van de kust van de Golf van Aden en 13,5 km ten westnoordwesten van de districtshoofdstad Lughaye.
Vanwege de aanhoudende droogte in het gebied bouwde de Duitse hulporganisatie Welthungerhilfe eind 2020 een waterreservoir van 30 m³ met onder meer pijpleidingen en twee drinkbakken voor vee in Garaaca.

## Klimaat
Garaaca heeft een woestijnklimaat. De gemiddelde jaartemperatuur is 28,8°C. Juli is de warmste maand, gemiddeld 34,5°C; januari is het koelste, gemiddeld 24,0°C. De jaarlijkse regenval bedraagt ca. 273 mm (ter vergelijking: in Nederland ca. 800 mm). Er valt het hele jaar weinig neerslag; nooit meer dan max. ± 39 mm per maand (in november); van juli-september valt er vrijwel niets.

Garaaca